# ラムシルマブ
ラムシルマブ（Ramucirumab、IMC-1121B）は分子標的治療薬のなかでも抗体薬の一種であり、抗VEGFR2（血管内皮増殖因子受容体-2）完全ヒトモノクローナルIgG1抗体である。VEGF（血管内皮増殖因子）がVEGFR2に結合して下流に血管新生シグナルを送るのを防ぐことで腫瘍増殖を抑制する働きをする。商品名サイラムザ、イーライ・リリー製造販売。

## 適応症
- 治癒切除不能な進行・再発胃癌
- 治癒切除不能な進行・再発結腸・直腸癌
- 治癒切除不能な進行・再発非小細胞肺癌
- がん化学療法後に増悪した血清AFP値が400ng/mL以上の切除不能な肝細胞癌

## 開発状況

### 胃癌
米国では切除不能胃癌または再発胃癌に対して2014年4月にFDAに承認された。日本でも2015年3月、薬食審医薬品第二部会で承認了承され、同月中に承認された。

### 大腸癌
大腸癌に対しては、二次治療で全生存期間を延長するという報告が2015年1月のASCO-GIで発表された。日本で2016年5月に承認された。

### 非小細胞肺癌
非小細胞肺癌（NSCLC）については、国際共同第III相臨床試験（REVEL試験）で全生存期間の延長を示す事ができた。日本ではREVEL試験と国内臨床試験の結果から2016年6月に承認された。

### その他の悪性腫瘍
一方で切除不能乳癌および肝臓癌に対しては有効性を示すことができなかった。

## 副作用
添付文書には警告欄が設けられており、重篤な動脈血栓塞栓症、重度の消化管出血、消化管穿孔で死亡例が発生した事がある旨が記されている。
治験時の有害事象発現率は、通算で98.0%（94.5〜99.1%）とほぼ必発であり、単独投与時の主な副作用は、腹痛（28.8%）、高血圧（16.1%）、下痢（14.4%）等であった。
添付文書に記載されている重大な副作用は、
- 動脈血栓塞栓症（心筋梗塞（0.4%）、脳血管障害（0.8%）等）（1.7%）、静脈血栓塞栓症（肺塞栓症（1.7%）等）（3.8%）、出血（消化管出血（6.4%）、肺出血（0.8%）等）（12.7%）、好中球減少症（4.7%）、白血球減少症（0.4%）、発熱性好中球減少症（0.4%）、
- 消化管穿孔（0.8%）、鬱血性心不全（0.4%）、ネフローゼ症候群、蛋白尿（3.0%）、間質性肺疾患（0.4%）、
- インフュージョンリアクション（0.4%）、創傷治癒障害、瘻孔（0.4%）、可逆性後白質脳症症候群

である。